# 포마드

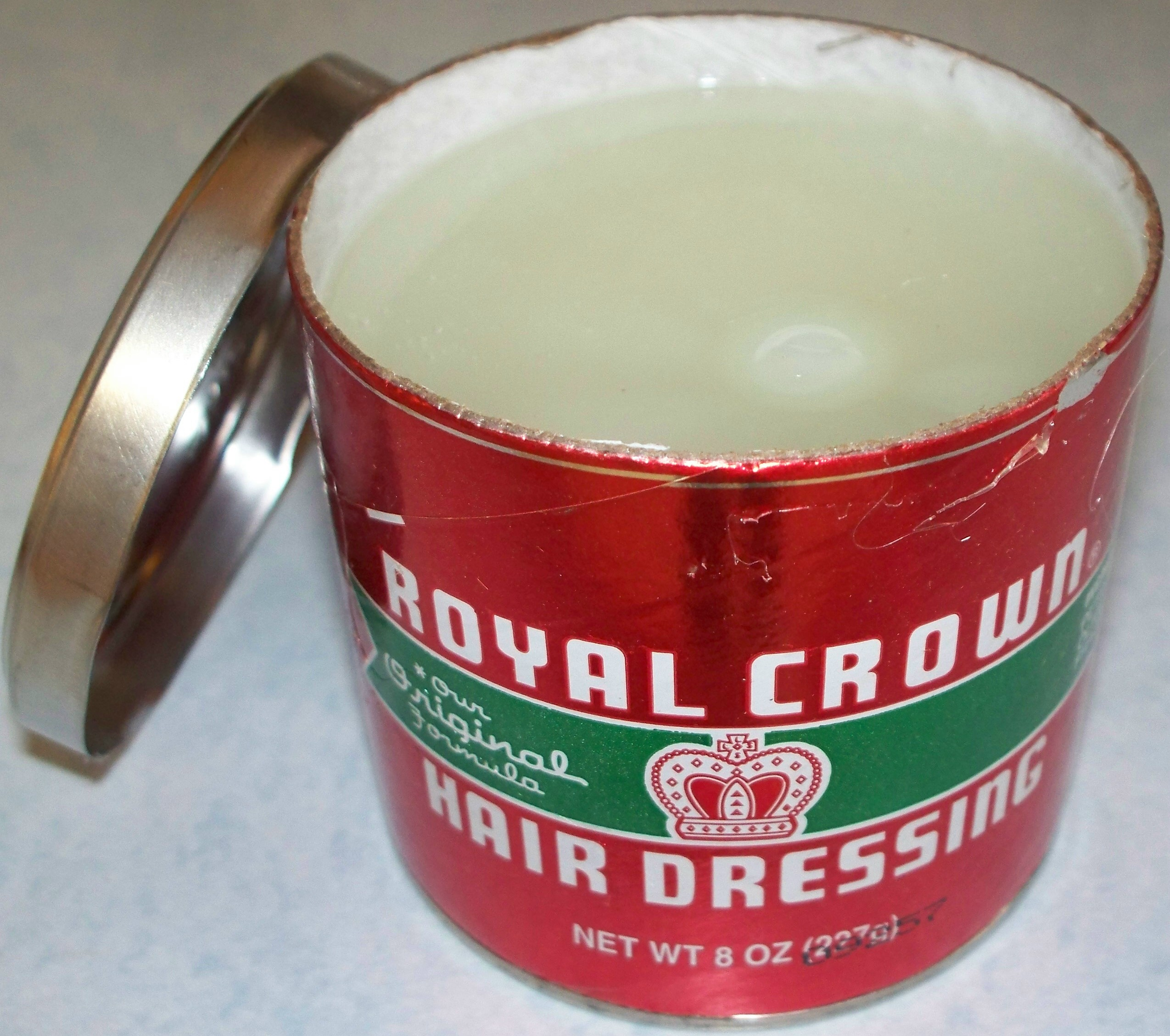
로얄 크라운 헤어 드레싱 사의 포마드

포마드(영어: pomade)는 헤어 스타일을 가꾸는데 사용하는 기름지고 왁스같은 물질이다. 영어로는 포메이드(/pɒˈmeɪd/)라고 발음하나, 연고(ointment)를 의미하는 프랑스어 단어인 포마드(pommade)로 발음하기도 한다. 포마드는 머리카락을 반들반들하고 깔끔하며, 빛이나도록 보여주게 해준다. 헤어스프레이와 헤어젤과는 다르게, 포마드는 마르지 않으며, 제거하기 위해서는 여러번 씻어줘야한다. 높은 세척력을 지닌 샴푸나 주방 세제 같은 디그리스, 올리브 기름이나 지성용 샴푸를 바르고 따듯한 물로 씻겨주면 쉽게 제거할 수 있다. 포마드는 일반적으로 아프리카 질감 머리에서 건조해지는것을 막아주는 용도로 사용된다.

## 같이 보기
- 브릴리언틴
- 브라일크림
- 헤어왁스
- 콧수염 왁스